# Цинке, Богдан Богданович
Богдан (Готлиб, Густав) Богданович Цинке (1832, Мансфельд, Саксония — 1919, Берлин) — архитектор, основная деятельность которого проходила в Западной Сибири с начала 1870-х. Прошёл путь от вольнопрактикующего архитектора в Тюмени до Тобольского епархиального архитектора. По проектам архитектора проведено строительство и переустройство многочисленных общественных зданий, прежде всего храмов и других построек религиозного назначения в Тобольской губернии. Особенно отмечаются его работы по благоустройству монастырей в Тобольске и его окрестностях, строительство храма Петра и Павла в Салехарде.

## Биография
Готлиб (Густав) Цинке родился согласно данным Первой всеобщей переписи в России 1897 года около 1832 года в дворянской семье в городе Мансфельде района Мансфельдер-Гебиргскрайс (Мансфельд-Горный) (нем. Mansfelder Gebirgskreis) административного округа Мерзебург провинции Саксония Королевства Пруссия, ныне город входит в район Мансфельд-Зюдгарц земли Саксония-Анхальт Федеративной Республики Германия, на момент переписи ему было 65 лет.
В начале 1860-х годов Цинке приехал из немецкого города Ашерслебена (провинция Саксония) в город Санкт-Петербург учиться в Императорской Академии художеств.
5 (17) апреля 1866 года в Санкт-Петербургском губернском правлении Богдан Цинке был приведён к присяге на подданство Российской империи.
4 (16) сентября 1866 года на общем собрании Императорской Академии художеств он был утверждён в звании свободного художника. За хорошие познания в архитектуре и строительном искусстве, которые он доказал, согласно формулировке в аттестате,
«исполнением заданной от Академии программы и выдержанием словесных экзаменов»
Советом академии, Цинке был удостоен звания свободного художника с
«правом производить строения и, на основании Всемилостивейше дарованной Академии привилегии, пользоваться с детьми и потомками его вечною и совершенною свободою и вольностию и вступать в службу, в какую сам пожелает»
Находясь в Санкт-Петербурге, Богдан Цинке построил в 1869 году особняк за № 15 на Воскресенском проспекте (ныне проспект Чернышевского).
В 1873 году Богдан Цинке переехал в Тобольскую губернию. В 1879 году был в Тюмени городским архитектором, жил там 10 лет. Сохранились планы, чертежи фасадов культовых и гражданских зданий, как построенных так и не построенных.
9 (21) ноября 1890 года вступил в должность Тобольского епархиального архитектора. Из личной переписки известно, что Богдан Цинке в период до 1894 года
«построил 16 каменных церквей и 29 деревянных церквей, при этом из них 21 деревянная и 2 каменные мечети, в мавританском стиле»
Особенной постройкой стала церковь Петра и Павла в Обдорске. В личной переписке Богдан Цинке сообщает родному брату:
«Пятнадцать лет назад 7 русских архитекторов строили эту церковь и, наконец, заявили о невозможности строительства каменной церкви. Теперь я должен снести каменный фундамент и за три года закончить строительство. И чтобы в этой отапливаемой церкви, даже при морозе в 50 градусов, температура в церкви достигала плюс 16-и. Так мне сказал тобольский губернатор во время ревизионной поездки…»
По окончании строительства в 1893 году, согласно архивным изысканиям  
«на открытии собора святых апостолов Петра и Павла с приделами по бокам во имя светлейшего Василия Великого и Николая Чудотворца присутствовали все почётные жители Обдорска и Тобольска. Площадь перед церковью была переполнена празднично одетым народом. Посетил вновь выстроенную церковь Господин Начальник Губернии Его Превосходительство Николай Модестович Богданович в сопровождении Губернского Прокурора и инспектора Тобольской Временной Управы».

За всё время проживания в России Богдан Цинке сохранял лютеранское вероисповедание. В период служения в Тобольской губернии даже епископы обсуждали проблему перехода с Богданом Цинке в русскую православную веру, но он отказывался. Так же Богдан Цинке выучил русский язык, так как вся корреспонденция шла на русском языке. В личной переписке сообщается:
«Я здесь так поднаторел в языке, что мне даже трудно писать по-немецки…»
Примерно в 1918 году Богдан Цинке вернулся с семьёй в Германию (в Берлин), где вскоре умер.

## Постройки
Для всех построек указан современный адрес.
- Особняк графа Карла Людвиговича Шуленбурга (ныне Семейная клиника «Роддом на Фурштатской»; Санкт-Петербург, проспект Чернышевского, 15 / Фурштатская улица, 36). Период работ: 1869, перестройка[4][5]
- Здание Александровского реального училища (ныне Государственный аграрный университет Северного Зауралья; Тюмень, улица Республики, 7). Период работ: 1879, руководил работами, проект архитектора Евграфа Сергеевича Воротилова[6]
- Комплекс зданий связанный с обслуживанием  Екатеринбург — Тюменской ветки железной дороги. Руководил работами[2]

### Православные храмы
- Церковь Симеона Богоприимца при Сиропитательно-ремесленном заведении (город Тюмень, улица Республики, 60). Период работ: 1879-1885, строительство по собственному  проекту
- Церковь Спаса Нерукотворного Образа (город Тюмень, улица Ленина, 43). Период работ: 1887, перестройка
- Церковь Серафима Саровского в Иоанно-Введенском Междугорном монастыре (Тюменская область, Тобольский район, посёлок Прииртышский). Период работ: 1892
- Церковь иконы Божией Матери  Знамение (Курганская область,  Половинский муниципальный округ,  село Башкирское). Период работ: 1893-1989
- Церковь Петра и Павла (Тюменская область, Ямало-Ненецкий автономный округ, город Салехард, улица Свердлова, 6). Период работ: 1894,строительство по собственному проекту
- Церковь Введения Пресвятой Богородицы во Храм (Курганская область, Кетовский муниципальный округ, село Введенское). Период работ: 1894-1898
- Церковь Илии Пророка в Богородице-Рождественском Ильинском Тюменском монастыре (город Тюмень, улица 25-го Октября, 29). Период работ: 1894-1897, перестройка (проект перестройки с устройством северного придела)
- Церковь-школа святой великомученицы Параскевы (Курганская область, Притобольный муниципальный округ, село Камышное). Период работ: 1895-1898
- Церковь Власия, епископа Севастийского, и Модеста, патриарха Иерусалимского (Курганская область, Юргамышский муниципальный округ, село Чинеево). Период работ: 1896-1900
- Церковь Михаила Архангела (г. Тюмень, улица Ленина, 22). Период работ: 1898-1899, перестройка (пристройка северного придела)
- Церковь Святителя Николая (Курганская область, Мокроусовский муниципальный округ, деревня Семискуль). Период работ: 1895-1901
- Церковь Преображения Господня (Тюменская область, Тобольский район, село Преображенка). Период работ: 1901-1902, ремонт
- Церковь Вознесения Господня (Курганская область, Каргапольский муниципальный округ, село Брылино). Период работ: 1905-1910
- Церковь Вознесения Господня (Курганская область, Варгашинский муниципальный округ, село Дубровное). Период работ: 1906-1912[7]

## Семья
По данным переписи 1897 года известно, что Богдан Цинке был женат, жена Елизавета-Екатерина Васильевна, родившаяся около 1823 года в дворянской семье в городе Риге. 24 ноября 1862 года в Санкт-Петербурге у него родился единственный ребёнок – дочь Александра Бентхен. Внучка Богдана Цинке — Лидия Александровна Бентхен родилась около 1888 года в Екатеринбурге.

## Фотогалерея
- Санкт-Петербург, просп. Чернышевского, 15 / Фурштатская ул., 36
- Санкт-Петербург, просп. Чернышевского, 15 / Фурштатская ул., 36
- Санкт-Петербург, просп. Чернышевского, 15 / Фурштатская ул., 36
- Тюмень, ул. Республики, 7
- Тюмень, ул. Республики, 60
- Тюмень, улица Ленина, 22
- Тюмень, улица Ленина, 43
- Тюмень, улица 25-го Октября, 29
- Преображенка
- Салехард, улица Свердлова, 6
- Введенское
- Семискуль